# Procoilodes adrastus
Procoilodes adrastus là một loài bọ cánh cứng trong họ Hybosoridae. Loài này được Ocampo miêu tả khoa học năm 2002.